# えび足の少年
『えび足の少年』（えびあしのしょうねん、仏: Le Pied-bot、英: The Clubfoot） は、バロック期のスペインの巨匠ホセ・デ・リベーラが1642年に制作したキャンバス上の油彩画である。リベーラの最後の作品の1つであり、最も辛辣な作品の1つである本作は元来、スペインのナポリ総督メディナ・デ・ラス・トレス公により委嘱された作品で、長い間、ナポリのスティリアーノ家が所有していた。後にフランス人医師ラ・カーズにより取得され、1869年の氏の遺贈によりルーヴル美術館に収蔵された。美術史家のエリス・ウォーターハウスは、本作を「リベーラの全芸術を理解するための試金石となる作品」と記している。リベーラは卓越した技術を駆使し、容赦ないまでの写実主義で少年の障碍を描写する一方で、少年の陽気で堂々とした態度を伝えており、衝撃と魅力を併せ持つ作品である。

## 背景
リベーラは、イタリアでルネサンスの画家たちの構図を学び、おそらくフランドルの画家たちの作品も学んだ。それにもかかわらず、人生のほとんどすべてをイタリアで過ごした後でも、画家はスペインの写実主義の伝統に深く執着していた。また、モティーフの点で、スペインの画家たちは、人間の弱さに対するキリスト教の意識に突き動かされ、しばしば貧者や身体障碍者を描いたが、このようなモティーフはスペインのピカレスク小説に典型的なものである。同時に、本作のモティーフは間違いなく、イタリアのバロック絵画の巨匠カラヴァッジョにより確立された、下層階級の生活場面への芸術的嗜好に由来している。この嗜好はリベーラに受け継がれ、彼はナポリで最も熱烈なカラヴァッジョの称賛者となったのである。

## 作品
イタリアのバロックの画家たちにも乞食の少年を描いた作品はあるが、そうした少年たちは同性愛の対象として描かれていた。だが、本作に描かれている変形した足を持つナポリの少年は、あからさまに乞食として表されている。彼は自身の障碍を揶揄しているようであり、自身の運命に逆らう様子のないことも表している。リベーラは、少年の不運でもあり、「飯の種」でもあるえび足を意図的に画面前景に置いている。
少年の背後には、1630年以降の画家の作品に描かれるようになる明るい風景が大きく広がり、その風景を背にして、少年が歯の欠けた笑みを浮かべ、土色の服を身に着け、左肩に掛けられた杖を握って立っている。少年の手にしている紙切れには、ラテン語で "DA MIHI ELEMOSINAM PROPTER AMOREM DEI"  (神の愛ゆえに、私にお恵みを) という文が記されている。彼はまた、持っている紙切れにより、自身が障碍者であるだけでなく、愚かであることを我々に教えてくれる。なぜなら、彼はラテン語で書かれた紙片により通行者に施しを訴えているからである。